# Stian Johannsen
Stian Johannsen, noto anche con lo pseudonimo di Occultus (Sarpsborg, 12 ottobre 1971), è un musicista norvegese, noto principalmente per aver militato per breve tempo nel gruppo black metal Mayhem agli inizi degli anni novanta. Occultus rimase nella band come cantante e bassista per qualche mese nel 1991 dopo il suicidio del precedente vocalist Dead. Conosciuto anche come Cultoculus, è stato membro di molte altre band, tra le quali Con Anima, Shadow Dancers, Thyabhorrent, Einar Grimm Group, Pussycunts, Perdition Hearse, e Soul Transition.